# Макдонау, Джеймс
Джеймс Макдонау (англ. James MacDonough; 3 апреля 1970, Джэксонвилл, Флорида) — американский бас-гитарист, игравший в группах Iced Earth, Megadeth, Nevermore и Strapping Young Lad.

## Карьера

### Iced Earth (с 1996-2000,с 2001-2004)
Макдонау был членом Iced Earth с 1996 по 2000 и с 2001 по 2004 годы. С группой он записал три студийных, один мини и один концертный альбомы, а также сингл.

### Megadeth (с 2004-2006)
В конце 2004 года он перешёл в треш-метал-группу Megadeth, с которой гастролировал почти два года в рамках концертного тура Gigantour. Музыканта можно увидеть в клипе «Of Mice and Men» на DVD Arsenal of Megadeth, а также (в мультяшном виде) в эпизоде Дак Доджерс. Он не записывал с Megadeth студийные альбомы.
10 февраля 2006 года на форуме Megadeth Джеймс написал о том, что намерен уйти из группы и выразил благодарность всем поклонникам. На следующий день фронтмен группы Дэйв Мастейн написал, что не может сказать ничего плохого о Макдонау и надеется, что они останутся друзьями.

### Nevermore (с 2006-2007)
25 апреля 2006 года на Blabbermouth.net появилась информация о том, что Джеймс Макдонау будет заменять басиста Nevermore Джима Шеппарда, пока тот проходил лечение от болезни Крона. Джеймс долгое время являлся фанатом и другом этой группы. В своей биографии на сайте Megadeth он заявил о том, что альбом Nevermore Enemies of Reality — один из его любимых . Музыкант выступал с группой во время их совместного тура с In Flames в середине 2006 года.

### Strapping Young Lad (с 2008-по настоящее время)
25 июля того же года было объявлено что Джеймс заменит Байрона Страуда, бас-гитариста Strapping Young Lad, на время Оззфеста, так как тому пришлось вернуться в Fear Factory для проведения европейских концертов .

### с Megadeth
- Arsenal of Megadeth-(DVD)-2006
- Gigantour-(CD & DVD)-2006
- That One Night: Live in Buenos Aires-(CD&DVD)-2007

### с Iced Earth
- Days of Purgatory-1997
- Alive in Athens-1999
- Dark Genesis-2001
- Tribute to the Gods-2002
- The Glorius Burden-2006